# Randers Raptors
Randers Raptors Floorball Club (også kaldt Randers Raptors) blev grundlagt i april 1999 af Hans Kristensen, som den første floorballklub i Randers.
Klubben nåede at spille i 2. division i sæsonen 00/01.
På grund af nedgang i spillerantallet blev klubben dog lukket igen i 2002.
Efter at have ligget stille i 3 år blev klubben i 2005 stiftet på ny af Morten Sørensen, Karsten Ulstrup Kristensen og Tom Jørgensen.
Det nye herrehold formåede fra 3. division at spille til oprykning i sæsonen 06/07 og spillerede i 11/12 1. division.
Randers Raptors har i sæsonen 2020/2021 har klubben følgende hold:
- Herrehold i 2. division
- Damehold i 2. division
- Ungdomshold U11, U13 & U15
- Oldboyshold (30+ år)
- Seniorhold (50+ år)
-Samfundshold (Demens)